# Degersheim (Heidenheim)
Degersheim ist ein Gemeindeteil des Marktes Heidenheim im Landkreis Weißenburg-Gunzenhausen (Mittelfranken, Bayern). Die Gemarkung Degersheim hat eine Fläche von 10,214 km². Sie ist in 848 Flurstücke aufgeteilt, die eine durchschnittliche Flurstücksfläche von 12045,40 m² haben. In ihr liegen neben dem namensgebenden Ort die Gemeindeteile Fuchsmühle und Rohrach.

## Geographische Lage
Das Pfarrdorf Degersheim liegt in der Fränkischen Alb in einer Mulde der flachwelligen Hochfläche des Hahnenkamms an der Quelle der Rohrach. Das Juradorf ist über die Kreisstraße WUG 34 und die Staatsstraße 2218 zu erreichen. Von Gunzenhausen ist es 18 Kilometer entfernt. Degersheim liegt direkt auf dem 49. Breitengrad.

## Geschichte
Der Ort ist wohl nach einem fränkischen Freien namens Degerich benannt, der sich im 6. Jahrhundert im Zuge einer fränkischen Siedlungspolitik mit seiner Sippe in der flachen Mulde auf der Hahnenkamm-Hochfläche auf königlichem Boden niederließ. Noch im 12. Jahrhundert lebten hier Freie. Im 14. Jahrhundert hatte das Kloster Heidenheim Güter im Ort; das Salbuch des Klosters von 1400 zählt unter anderem fünf Höfe und zwei Lehen und zwei Hofstätten auf. Die Dorfherrschaft übten zunächst die Truhendinger von Hohentrüdingen aus, dann kurzzeitig die Grafen von Graisbach und ab 1336 die Berolzheimer. Auch hatten die Rechenberger von Ostheim die Schutzherrschaft über ein Gut in Degersheim inne. 1430 übten die Burggrafen von Nürnberg über drei Höfe die Vogtei aus. Die Felder wurden mit der Egartenmethode bewirtschaftet. Das Vieh wurde jahrhundertelang auf die Waldweide an der „Bärenfalle“ getrieben; im Berolzheimer Gemeindewald durften die Degersheimer Bauern dafür 200 Morgen nutzen. Der darüber im 17. Jahrhundert entstandene Weidestreit verlor erst im 20. Jahrhundert mit der Durchsetzung der Stallfütterung seine Bedeutung.
Degersheim litt im Dreißigjährigen Krieg sowohl unter den kaiserlichen Soldaten als auch unter den Schweden; erstere erschossen 1632 den Müller der zum Dorf gehörenden Fuchsmühle, 1634 letztere den Pfarrer. Am 14. August 1634 zerstörten die Schweden das Dorf; nur zwei Familien in der „Langen Hecke“ überlebten. 1670 waren fast alle Höfe des Klosterverwaltungsamtes Heidenheim wieder intakt, diesem unterstanden in Degersheim 1 Hof, 1 Wirtshaus, 1 Schmiede, 7 Halbhöfe, 4 Viertelhöfe, 7 Selden, 9 Kleingüter und das Gemeindehirtenhaus. Der Ort mit insgesamt 47 Untertanen gehörte hochgerichtlich bis zur Säkularisation mit zum Ansbachischen Oberamt Hohentrüdingen.
1828 hatte das seit 1806 bayerische Dorf mit 56 Familien 272 Einwohner; in der Fuchsmühle wohnte 1 Familie mit zehn Personen. Im Landgericht Heidenheim bildete Degersheim einen Steuerdistrikt, aus dem 1810 die Ruralgemeinde erwuchs, der auch das Dorf Schlittenhart angehörte, das 1818 zu Auernheim geschlagen wurde. Dem Ersten Weltkrieg fielen 13, dem Zweiten Weltkrieg 30 Soldaten aus Degersheim zum Opfer. 1959/60 wurde ein neues Schulhaus erbaut, das bereits 1968 durch Angliederung des Ortes an die Volksschule Heidenheim seine Bestimmung verlor. 1961 erfolgte der Anschluss an die Wasserversorgung der Gnotzheimer Gruppe.
Im 19. und noch in der Mitte des 20. Jahrhunderts hatte die Gemeinde ziemlich konstant um 270 bis 290 Einwohner. Am 1. Juli 1972 wurde sie nach Heidenheim eingemeindet und kam damit in den vergrößerten neuen Landkreis Weißenburg in Bayern, der am 1. Mai 1973 den Namen Landkreis Weißenburg-Gunzenhausen erhielt. Zur ehemaligen Gemeinde Degersheim gehörte auch das Dorf Rohrach mit seinen 18 Gütern und die Fuchsmühle.

## Kirche
Die Rechte an der Kirche von Degersheim lagen seit alters her beim Kloster Heidenheim, nachgewiesenermaßen 1480. Damals war der Kirchenpatron der Heilige Wunibald. 1518 wird aber bereits St. Martin als Kirchenpatron genannt. Die Kirche wurde vom Kloster Heidenheim und später von der Kaplanei in der Heidenheimer Propstei Mariabrunn versorgt; der Kaplan bzw. Propst war zugleich Pfarrer von Degersheim. 1533 wurde der Ort durch die Reformation evangelisch und als solcher weiterhin bis 1570 vom Mariabrunner Propst versorgt. Heute gehört Degersheim zum Evangelisch-Lutherischen Pfarramt Heidenheim II (Degersheim/Ostheim) im Dekanat Heidenheim.
Die jetzige Kirche St. Martin wurde 1767 nach Plänen des Ansbacher Hofbaumeister Johann David Steingruber unter Weiterverwendung des älteren Turmes an der Ostseite neu erbaut; der Turm, der noch den alten Chorraum birgt, erhielt ein polygonales Obergeschoss, das von einem Zeltdach abgeschlossen wird. Die Westfassade ist durch einen Mittelrisalit und durch Rustikallisenen als Schaufassade gestaltet. Im Inneren sind Altar, Kanzel und Chorempore an der Abschlusswand zum alten Chorraum vertikal angeordnet, das Langhaus weist drei Emporen auf. An Schmuck zeigt die Kirche unter anderem eine Kopie von Leonardo da Vincis Abendmahl.
Auf der Südseite der Kirche erinnert ein Grabmal an Margareta Barbara Schülerin, geborene Müllerin, die „durch die unglückliche Hand ihres eigenen Ehegattens“ fiel, der am 5. Februar 1797 die 25-Jährige und Mutter von fünf unmündigen Kindern „durch einen mörderischen Schuß“ tötete.

Kirche St. Martin
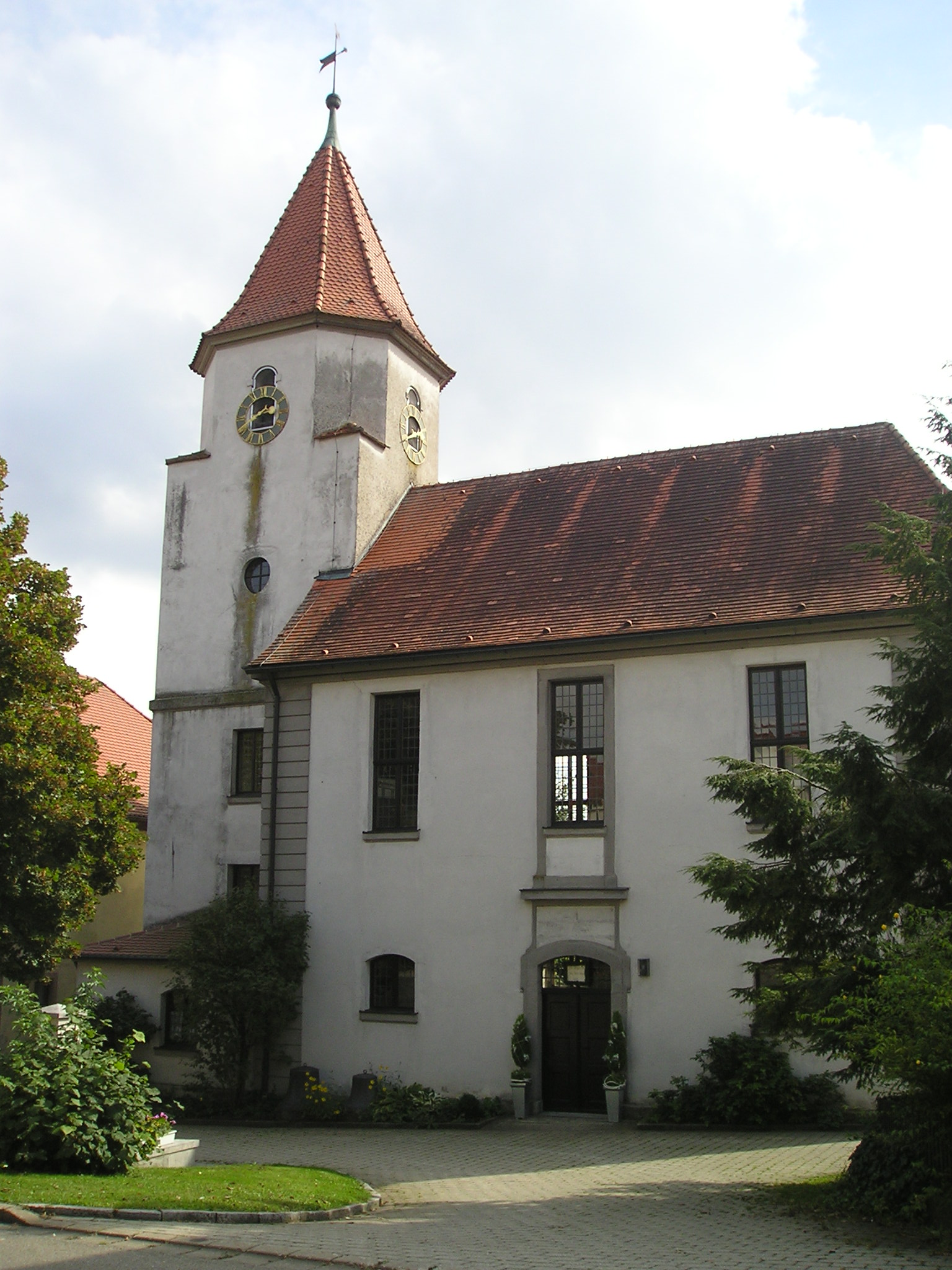
Kirche St. Martin
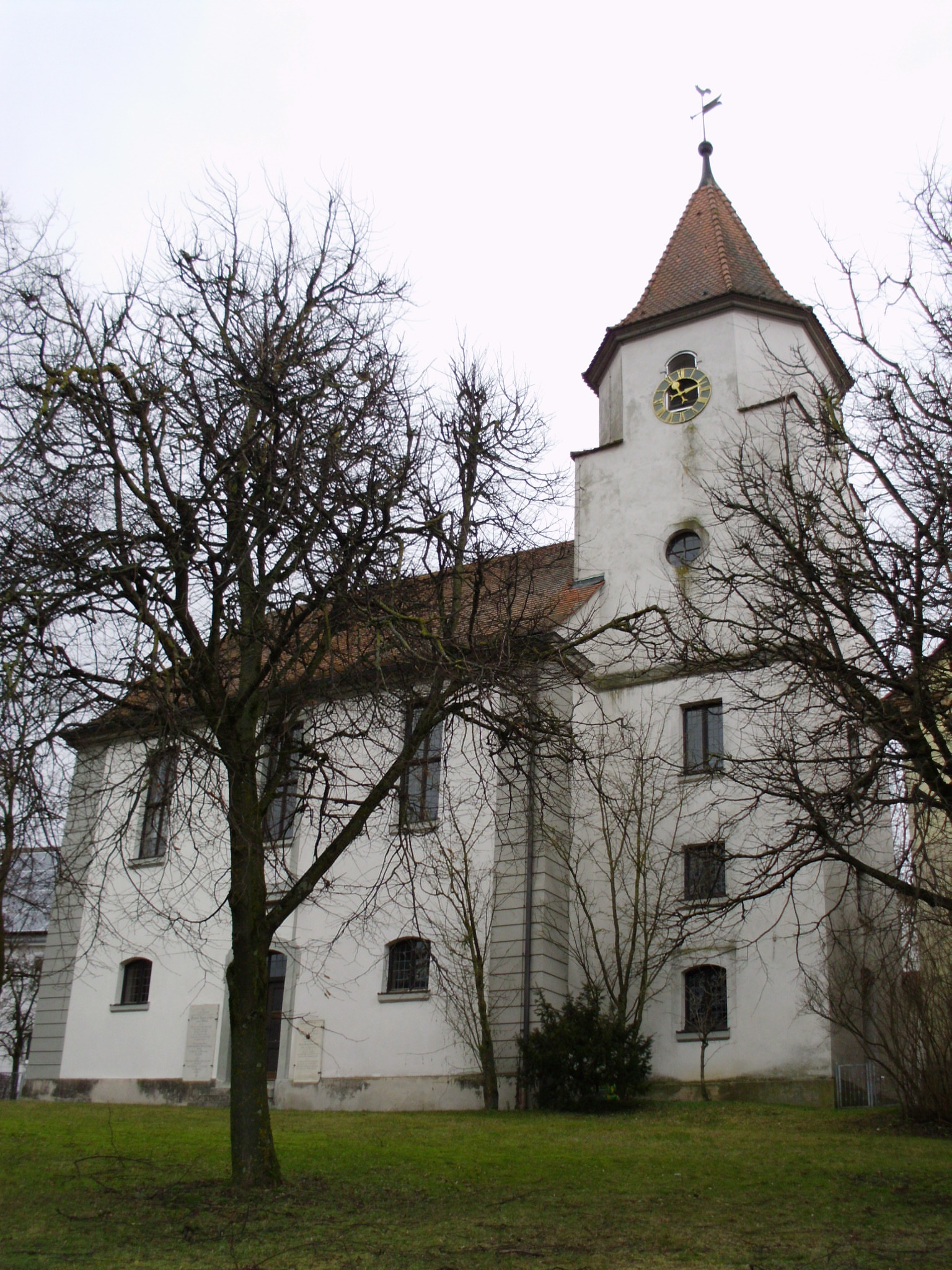
Südseite der Kirche
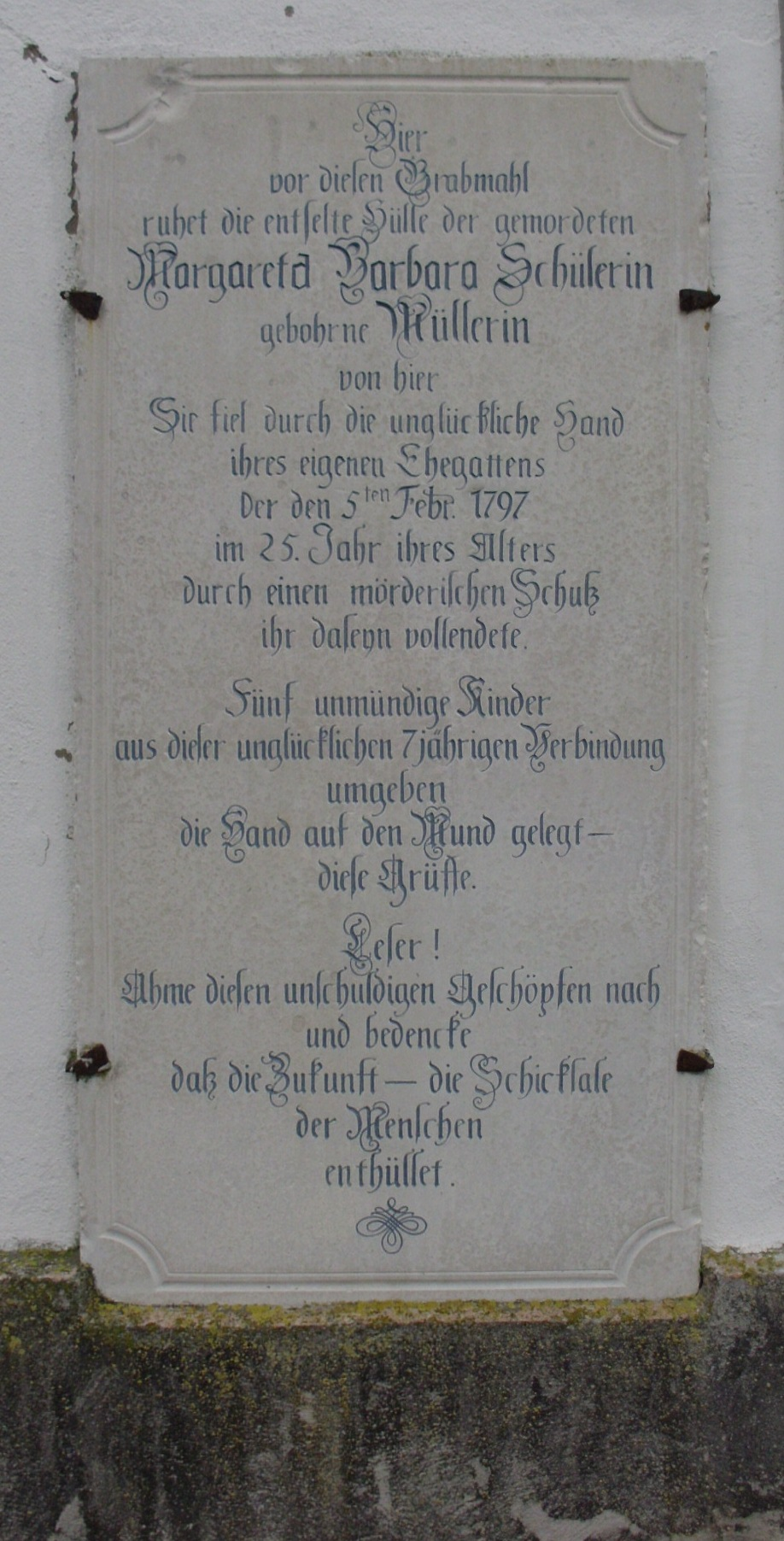
Grabplatte aus dem 18. Jahrhundert an der Kirche

## Sonstiges

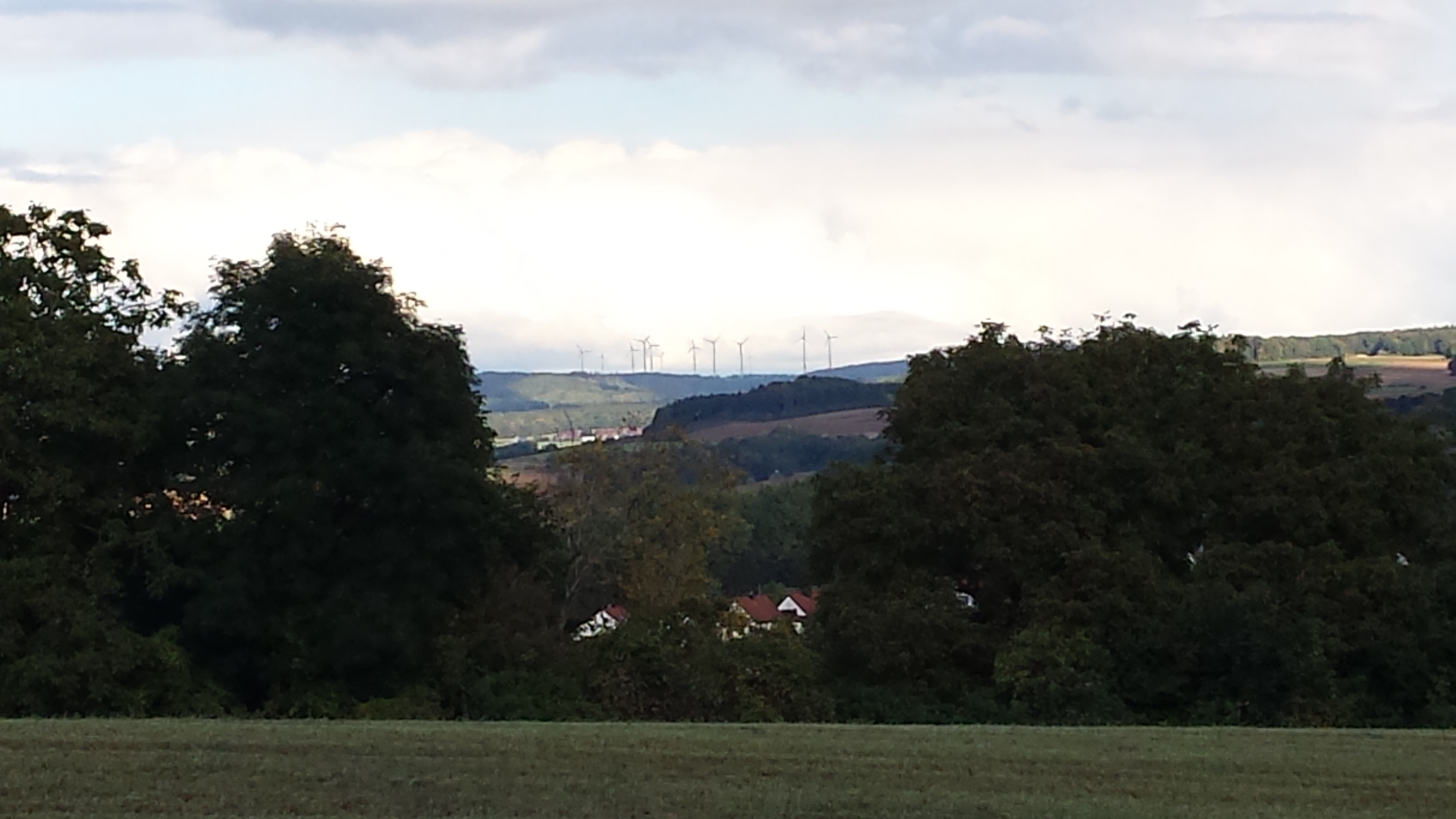
Windpark „Hahnenkamm“ bei Degersheim. Gesehen aus der Entfernung von 15 km von einer Anhöhe bei Oettingen

- Etwa einen Kilometer westlich von Degersheim steht seit 1996/98 der Windpark „Hahnenkamm“, der seit 2011 zwölf Windkraftanlagen umfasst.
- Im Jahresschnitt erhält der Ort 740 mm Niederschläge; das Jahresmittel der Temperatur liegt bei 6,5 Grad Celsius.[24]
- Zwischen Degersheim und Hechlingen ist der mittelalterliche „Ochsenhof“ abgegangen.[25] Auch der abgegangene Ort „Prunnon“ war zwischen den beiden Orten gelegen, der Flurname „Eschelbrunn“ erinnert noch an ihn.[26]
- Das ehemalige Gemeindewappen zeigt rechts das Wappenbild des Klosters Heidenheim, drei goldene Leoparden in Rot, links das der Grafen von Graisbach, ein dreimal von Blau und Gold geteiltes Wappenfeld.[27]
- Folgt man von Degersheim aus der Straße in die Talbucht von Wolfsbronn, gelangt man zum Burgstall Lunkenburg und zu der Steinernen Rinne bei Wolfsbronn.